# Ommatius discalis
Ommatius discalis är en tvåvingeart som beskrevs av Walker 1861. Ommatius discalis ingår i släktet Ommatius och familjen rovflugor. Inga underarter finns listade i Catalogue of Life.